# Le Plessis-Placy
Le Plessis-Placy település Franciaországban, Seine-et-Marne megyében. Lakosainak száma 296 fő (2022. január 1.). Le Plessis-Placy Rosoy-en-Multien, Congis-sur-Thérouanne, Lizy-sur-Ourcq, May-en-Multien, Trocy-en-Multien és Vincy-Manœuvre községekkel határos.

## Népesség
A település népességének változása:
| Lakosok száma | 278  | 273  | 275  | 268  | 271  | 279  | 279  | 288  | 296  |
|               | 2013 | 2015 | 2016 | 2017 | 2018 | 2019 | 2020 | 2021 | 2022 |